# Umweltleistung
Als Umweltleistung werden nach ISO 14001 die „messbaren Ergebnisse des Managements der Umweltaspekte in einer Organisation“ bezeichnet.

## Allgemeines
Sowohl in der Forschung als auch in der Praxis existiert kein einheitliches Verständnis von Umweltleistung (englisch Environmental Performance), weshalb im Folgenden verschiedene Begriffsbestimmungen dargestellt werden.

## Definition in Normen und Verordnungen
Drei Normen bzw. Verordnungen befassen sich mit dem Thema mit Umweltleistung und Umweltleistungsmessung. Hierzu zählen EMAS III, DIN EN ISO 14001 und 14031.
Die ISO 14001 definiert Umweltleistung als messbare Ergebnisse einer Organisation im Hinblick auf die Bestandteile ihrer Tätigkeiten und Produkte, die auf die Umwelt einwirken können (Umweltaspekte).
EMAS III und ISO 14031 grenzen Umweltleistung in ähnlicher Weise ab wie die ISO 14001, allerdings werden auch nichtmessbare Ergebnisse miteinbezogen. Umweltleistung wird nach DIN EN ISO 14031 definiert als die „Ergebnisse, die aus dem Management der Umweltaspekte einer Organisation resultieren“.
Im Zusammenhang mit Umweltmanagementsystemen können Ergebnisse sowohl anhand der Umweltpolitik als auch anhand der allgemeinen und spezifischen Umweltziele gemessen und beurteilt werden.

## Definition in der Fachliteratur
Im Folgenden werden verschiedene Definitionen von Umweltleistung aus der Literatur vorgestellt (zusammengetragen von Edeltraud Günther).
- Pape und Doluschitz unterscheiden zwischen Umweltleistung im engeren Sinne und Umweltleistung  im weiteren Sinne. Bei der Umweltleistung i. e. S. stehen nur die direkten Umweltaspekte und -auswirkungen im Zentrum der Betrachtung. Umweltleistung i. w. S. schließt auch die indirekten Umweltaspekte und -auswirkungen mit ein.[2]
- Das BMU versteht unter Umweltleistung die Umweltauswirkungen des Unternehmens.
- Loew und Kottmann bezeichnen Umweltleistung als Umweltbe- und -entlastung im Vergleich zu selbst gesetzten Zielen und von außen vorgegebenen Maßstäben.[3] Umweltleistung wird von Kottmann, Loew und Clausen als euphemistische Variable definiert.
- Stahlmann und Clausen sehen in der Umweltleistung die von den „Unternehmen mittelbar oder unmittelbar ausgelöste Umweltentlastung bzw. Revitalisierung der natürlichen Umwelt“.[4]
- Schaltegger/Wagner definieren Umweltleistung wie folgt: „Environmental Performance is the total of a firm’s behaviour towards natural environment (i.e. ist level of total resource consumption and emissions)“.[5]

## Induktive Definition von Umweltleistung
Umweltleistung als solches ist in Nachschlagewerken nicht zu finden. Allerdings kann die Bedeutung von Umweltleistung über die Teilbegriffe „Umwelt“ und „Leistung“ abgeleitet werden. Umwelt wird definiert als „Gesamtheit aller direkt oder indirekt auf ein Lebewesen wirkenden Ökofaktoren“. Sie besteht aus den Faktoren Luft, Wasser, Boden und Relief (abiotisch) sowie Pflanzen, Tieren und Menschen (biotisch). Unter betrieblicher Leistung wird das Ergebnis eines betrieblichen Produktionsprozesses innerhalb eines bestimmten Zeitraumes verstanden.
Demzufolge ist Umweltleistung das Ergebnis von biotischen oder abiotischen Faktoren, die aus betrieblichen Produktionsprozessen in einer bestimmten Zeit hervorgebracht wurden und sowohl direkt als auch indirekt auf einen Organismus oder eine Population einwirken.

## Bedeutung der Umweltleistung
Die Umweltleistung dient zur Ermittlung von Möglichkeiten zur Optimierung ihres Managements bezüglich ihrer Umweltaspekte. Ziel ist es zunächst mithilfe der Umweltleistungsmessung für das Unternehmen bedeutende Umweltaspekte zu identifizieren.
Diese und weitere Umweltleistungsinformationen helfen bei der Festlegung von Maßnahmen, die für die Erfüllung ihrer Umweltleistungskriterien, -ziele und -auflagen notwendig sind. Zudem können Entwicklungen und Tendenzen der Umweltleistung hilfreich für das Erkennen strategischer Chancen sein. Nicht zuletzt ist eine Steigerung der Effizienz und Effektivität des Unternehmens möglich. Somit stellt die Umweltleistung ein wichtiges Instrument des strategischen Managements dar.

## Messung der Umweltleistung
In der ISO 14031 werden zwei grundlegende Kategorien von Kennzahlen für die Umweltleistungsbewertung unterschieden.
Die erste Kategorie bilden die Umweltzustandsindikatoren. Sie stellen Informationen über den Zustand der Umwelt dar. Diese Informationen können einer Organisation helfen, die tatsächlichen oder potentiellen Auswirkungen ihrer Umweltaspekte besser zu verstehen.
Die zweite Kategorie stellen die Umweltleistungskennzahlen dar. Diese Kategorie kann in zwei Arten von Umweltleistungskennzahlen differenziert werden.
1. Managementleistungskennzahlen beziehen sich auf Informationen über die Aktivitäten des Managements zur Beeinflussung der Umweltleistung. Diese Kennzahlen konzentrieren sich meist auf die Einhaltung gesetzlicher Vorgaben, Allokation und effiziente Nutzung von Ressourcen, Umweltkostenmanagement, Einkauf, Produktentwicklung, Dokumentation und korrigierende Maßnahmen, die einen Einfluss auf die Umweltleistung der Organisation haben oder haben können.
2. Operative Leistungskennzahlen beziehen sich auf Informationen über die Umweltleistung einer Organisation im operativen Bereich. Diese Kennzahlen umfassen allem auf die Verwendung von Materialien, Rohstoffen und Energie. Auch die Abgabe von Emissionen und innerbetriebliche Abfallwirtschaft sind Schwerpunkte.

Die Untergliederung in Management- und Operative Leistungskennzahlen ist bei der Rückführung von Unternehmensschwächen auf Management oder operative Probleme hilfreich.

## Steuerung der Umweltleistung
Jede Definition von Umweltleistung bezieht sich entweder auf die operative Ebene eines Unternehmens oder die strategische Managementebene (manchmal auch beide). Somit kann Umweltleistung auch auf beiden Ebenen gesteuert werden.

### Strategische Ebene
Den Ausgangspunkt zur Steuerung der Umweltleistung bildet die Bereitschaft des Managements Umweltaspekte in unternehmerische Entscheidungen einfließen zu lassen (Umweltleistungsbereitschaft). Darauf aufbauend wird die Umweltleistungsfähigkeit als strategische Sachzielgröße eines Unternehmens festgelegt und mithilfe einer ökologieorientierten Strategie und der Einführung eines Umweltmanagementsystems (UMS) umgesetzt.

### Operative Ebene
Gleichzeitig ist ein UMS auch die Schnittstelle zwischen strategischer und operativer Ebene, da hier aus den strategischen Zielvorgaben Ziele und Maßnahmen für die operative Unternehmensebene abgeleitet werden. Anschließend müssen sämtliche Mitarbeiter sowohl motiviert bzw. überzeugt als auch in ihrem Wissen und Verhalten geschult werden, um die Strategie der Umweltorientierung mit Leben zu füllen (sozial-ökologischer Erfolg). Die operative Umweltleistung betrachtet sowohl die ökologischen als auch die ökonomisch-ökologischen Ergebnisgrößen. Umweltleistung im engeren Sinne beinhaltet nur den ökologischen Erfolg, der nicht nur positive, sondern auch negative Umweltwirkungen umfasst und über die Stoff- und Energieflüsse gemessen wird. Umweltleistung im weiteren Sinne wird um die ökonomische Sichtweise erweitert. Ökonomisch-ökologischer Erfolg ist demnach eine ökonomische Bewertung des ökologischen Erfolges über Preise.

## Wirtschaftliche Aspekte
Die Umweltleistung kann letztlich nur in einer Kostensenkung der Umweltkosten bestehen.